# Euphorbia vandermerwei
Euphorbia vandermerwei es una especie de planta fanerógama de la familia de las euforbiáceas originaria de Sudáfrica.

## Descripción
Es un arbusto enano perennifolio con tallos suculentos que alcanza un tamaño de  0.1 - 0.35 m de altura. A una altitud de 640 - 800 metros.

## Taxonomía
Euphorbia vandermerwei fue descrita por Robert Allen Dyer y publicado en Flowering Plants of South Africa 17: 660. 1937.
Etimología
Ver: Euphorbia
vandermerwei: epíteto